# امپراتور دائو گوآنگ
امپراتور دائو گوآنگ (۱۶ سپتامبر ۱۷۸۲– ۲۵ فوریه ۱۸۵۰) هشتمین امپراتور دودمان چینگ و ششمین فرمانروای این سلسله بود که از ۱۸۲۰ تا ۱۸۵۰ میلادی بر کلیه چین فرمان راند. دوره حکومت او با فجایع خارجی و شورش‌های داخلی شناخته می‌شود که از نمونه‌های آن می‌توان به جنگ اول تریاک و شورش تایپینگ اشاره کرد که امپراتوری را به شدت تضعیف کرد.
چین در دوره حکومت او با مشکلات فراوانی در مورد تریاک مواجه شد که توسط تجار بریتانیایی، به چین وارد می‌شد. تریاک از حدود ۱۰۰ سال قبل در دوره امپراتور یونگ‌ژنگ با محدودیت حدود ۲۰۰ جعبه در سال به چین وارد می‌شد اما در دوره امپراتور دائو گوآنگ این مقدار به ۳۰٬۰۰۰ جعبه در سال افزایش یافته بود و طبیعتاً منجر به افزایش شمار معتادان شده بود.
هنگامی که دولت چین کوشید تا ممنوعیت معاملات تریاک را به اجرا گذارد، ارتش بریتانیا با این کشور وارد جنگ شد و در جنگ اول تریاک، چینی‌ها را در هم شکست و مطابق پیمان نانجینگ در اوت ۱۸۴۲، بندر هنگ کنگ را از چین گرفت.
در مرزهای چین واقع در هیمالیا، امپراتوری سیک کوشید تا تبت را از چین بگیرد اما در جنگ چین و سیک (۱۸۴۱-۱۸۴۲) مغلوب ارتش چین گردید.